# 7è Exèrcit (Alemanya)
El Setè Exèrcit (alemany: 7. Armee Oberkommando) va ser un exèrcit de camp de les forces terrestres alemanyes durant la Segona Guerra Mundial.

## Història

### Orígens
El Setè Exèrcit va ser activat a Stuttgart el 25 d'agost de 1935, a les ordres del general Friedrich Dollmann. Amb l'esclat de la guerra, defensà la frontera alemanya i s'encarregà de la Muralla Occidental a la regió del Rin Superior. Amb l'inici de la campanya occidental el 1940, el Setè Exèrcit va formar part del Grup d'Exèrcits C del General Wilhelm Ritter von Leeb. El 14 de juny de 1940, el Grup d'Exèrcits C atacà la Línia Maginot després que hagués estat aïllada pels tancs del XXXXI Panzerkorps. Els elements d'avantguarda del Setè Exèrcit arribaren a la zona davant de Colmar i perseguiren unitats del 2n Grup d'Exèrcits a Lorena. En concloure la campanya, el Setè Exèrcit ocupava la França Oriental. Entre juliol de 1940 i abril de 1941, vigilà la regió costanera de la França Sud-occidental. Des del 18 d'abril de 1941, el Setè Exèrcit va ser responsable de la defensa costanera de Bretanya i Normandia. A mitjans de 1944, el Setè Exèrcit passà a formar part del Grup d'Exèrcits B del mariscal Erwin Rommel.

### Normandia
A causa de la incertesa a l'alt comandament alemany davant les intencions dels Aliats després dels desembarcaments del Dia-D, el Setè Exèrcit va lluitar inicialment a Normandia, tot i que va ser reforçat pel Grup Panzer Oest. El 15. Armee va quedar-se al Pas de Calais, esperant un altre desembarcament aliat. Pel 18 de juny, el Setè Exèrcit havia perdut 97.000 homes, incloent 5 generals. El 28 de juny, el comandant de l'exèrcit, general Dollmann, va morir a causa d'un atac de cor.
A causa de la pressió aliada, el Setè Exèrcit va ser forçat a retirar-se a poc a poc pel bocage normand. Finalment, a finals de juliol de 1944, l'afeblida ala esquerra del Setè Exèrcit va quedar molt malmesa per un massiu bombardeig aeri aliat, i va ser finalment assaltat i superat pel Primer Exèrcit dels Estats Units. L'ús massiu dels tancs americans al front obligà als alemanys a retirar-se i a llançar un contraatac fracassat, que culminà amb la pràctica destrucció del Setè Exèrcit a la Bossa de Falaise.
Abandonat el que quedava del seu equip pesant, membres del Setè Exèrcit aconseguiren escapar de la Bossa de Falaise i retirar-se fins a la frontera alemanys. Durant la tardor de 1944, el Setè Exèrcit adoptà una posició defensiva a la regió d'Eifel de la frontera amb Bèlgica i Luxemburg, mentre que Hitler reunia forces per llançar una ofensiva hivernal al Front Occidental.

### Batalla de les Ardenes
.

Un soldat alemany durant la batalla de les Ardenes

Durant la batalla de les Ardenes, el Setè Exèrcit consistia en 3 divisions d'infanteria (212a, 256a i 352a Volksgrenadier) i una paracaigudista (5a). El seu paper era protegir el flanc sud del 5. Panzerarmee. Com els succeí als altres dos exèrcits en l'ofensiva, el Setè Exèrcit patí greus baixes. El Setè Exèrcit es defensà contra l'atac del Tercer Exèrcit estatunidenc, fracassant en la missió d'aturar l'avanç del general Patton cap a Bastogne i Houffalize. Malgrat tot, el Setè Exèrcit evità quedar envoltat, aconseguint retirar-se fins al Mur Occidental.

### Alemanya
El gener de 1945, el Tercer Exèrcit estatunidenc atacà cap a l'est, obligant al Setè Exèrcit a retirar-se de la zona de Trèveris fins a la regió de Coblença. Sota la pressió americana, el Setè Exèrcit es va veure a retirar-se fins a Mainz i Mannheim. Incapaç d'aturar els avenços americans a l'Alemanya central durant març i abril de 1945, el Setè Exèrcit continuà la seva retirada cap a la zona de les valls dels rius Main i Lahn, a través dels turons de Spessart, Fulda, Gotha, i des d'allà a la regió entre Leipzig i Hof a través del bosc de Turíngia.
El Setè Exèrcit es rendí al Tercer Exèrcit americà a la regió del bosc bavarès i a la Bohèmia occidental el 8 de maig de 1945.

## Comandants
- General Friedrich Dollmann (25 d'agost de 1939–28 de juny de 1944)
- SS-Obergruppenführer Paul Hausser (29 de juny de 1944–20 d'agost de 1944)
- General Heinrich Eberbach (21 d'agost de 1944-30 d'agost de 1944)
- General Erich Brandenberger (3 de setembre de 1944–21 de febrer de 1945)
- General Hans Felber (22 de febrer de 1945–25 de marc de 1945)
- General Hans von Obstfelder (26 de marc de 1945–8 de maig de 1945)